# Moiré cuivré
Pour les articles homonymes, voir Moiré.
Erebia tyndarus
Espèce
Statut de conservation UICN

 LC  : Préoccupation mineure
Le Moiré cuivré, Erebia tyndarus, est une espèce de lépidoptères de la famille des Nymphalidae, de la sous-famille des Satyrinae et du genre Erebia.

## Dénomination
Erebia tyndarus a été nommé par Eugen Johann Christoph Esper en 1781.
Synonyme : Papilio tyndarus Esper, 1781.

### Noms vernaculaires
Le Moiré cuivré se nomme Swiss Brassy Ringlet en anglais et Schillernder Mohrenfalter en allemand.

## Description
Le Moiré cuivré est un petit papillon marron foncé aux antérieures barrés d'une bande postdiscale de couleur orange ornée de deux ocelles noirs pupillés de blanc à l'apex. La femelle est marron moins foncé avec la même bande postdiscale de couleur orange ornée de deux ocelles noirs aux antérieures et aux postérieures une bande postdiscale marron orangé peu visible.
Le revers des antérieures est identique, celui des postérieures est finement marbré de brun grisâtre et de blanc.

## Biologie

### Période de vol et hivernation
Il vole en juillet et en août suivant l'altitude.

### Plantes hôtes
Les plantes hôtes des chenilles sont diverses graminées, dont Festuca ovina et  Nardus stricta.

## Écologie et distribution
Il est présent uniquement dans les Alpes en Suisse,.

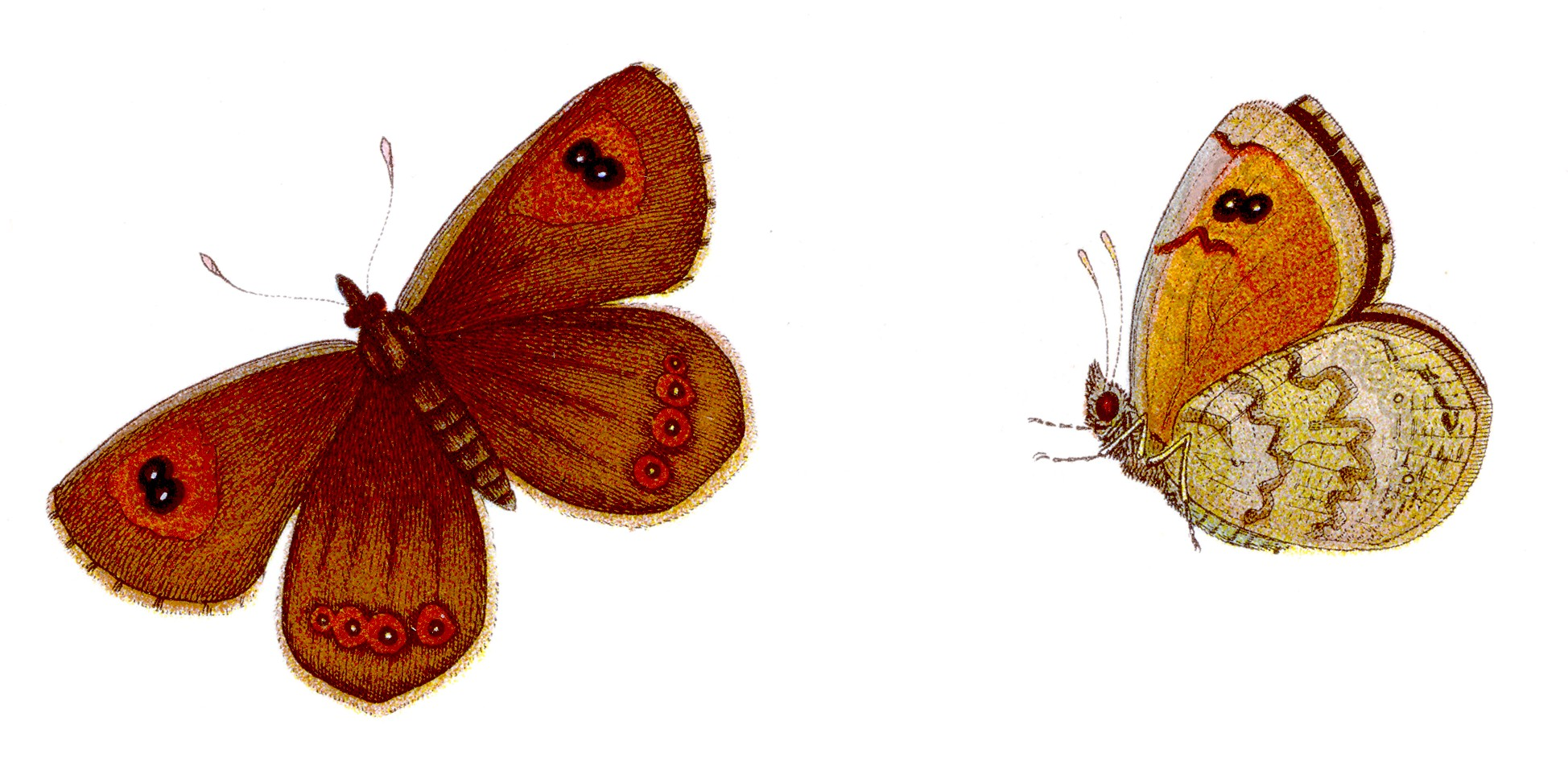

### Biotope
Il réside dans les clairières et les prairies rocheuses alpines.